# Yateley
Yateley – miasto w Wielkiej Brytanii, w Anglii, w regionie South East England, w hrabstwie Hampshire. W 2001 r. miasto to zamieszkiwało 15 663 osób.
Nazwa Yateley pochodzi od średnioangielskiego „Yate” oznaczającego „bramę” (do lasu Windsor) i „Lea”, co oznaczało „polanę leśną”. Chociaż w zapisach historycznych występują odmiany pisowni, takie jak Hyatele, Yateleghe, Yatche, Yatelighe, Yeatley, Yeateley i Yatelegh.
Po zamknięciu i połączeniu szkoły podstawowej St Peter's Church of England Junior School i szkoły podstawowej Yateley Infant School we wrześniu 2010 roku otwarto nową szkołę podstawową o nazwie Cranford Park CE Primary School.

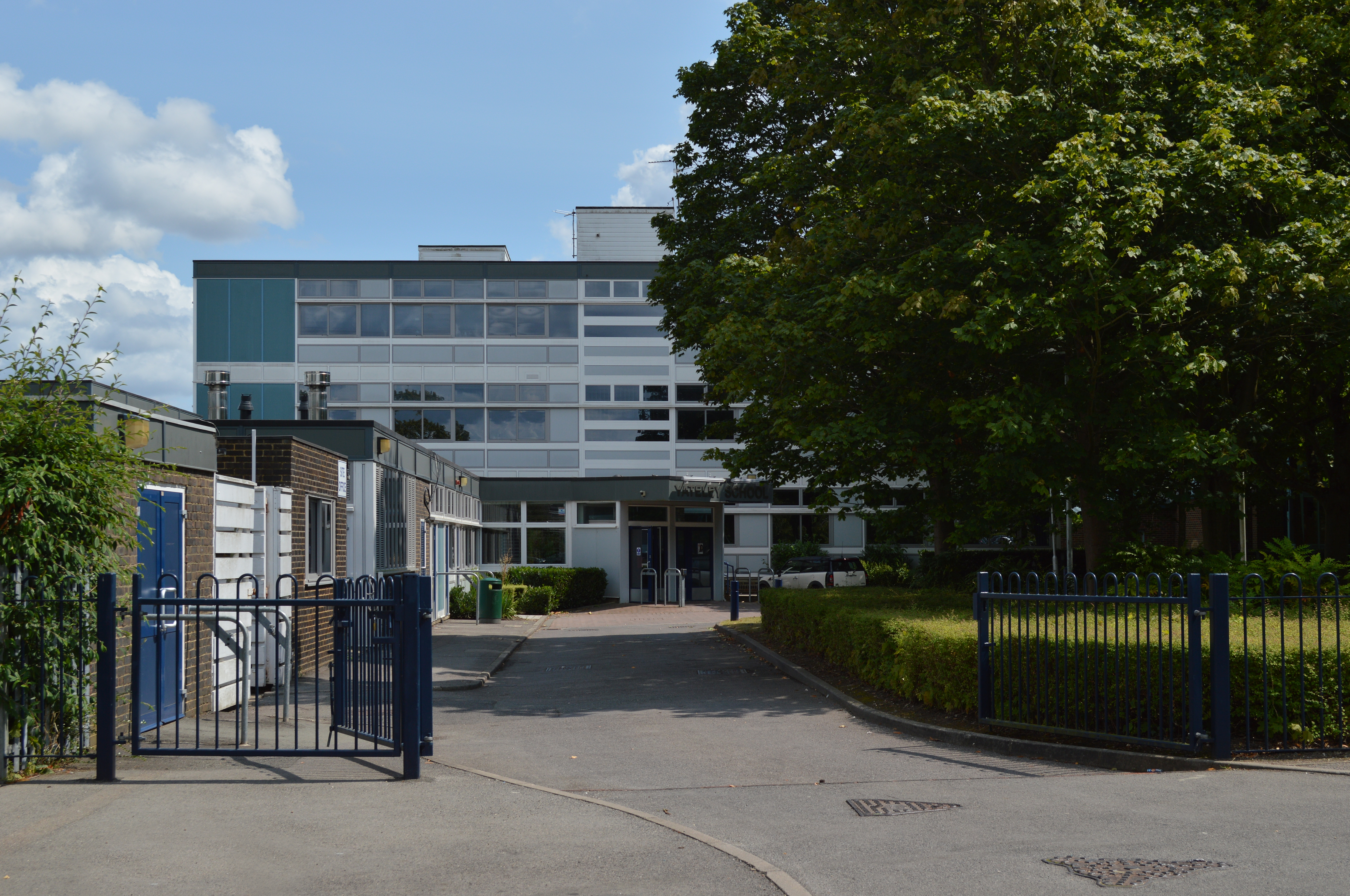
Szkoła podstawowa

## Osoby związane z miastem
- Sean Devereux (1964–1993) – świecki misjonarz salezjański, nauczyciel sportowy, działacz pomocy humanitarnej UNICEF, męczennik chrześcijański.